# Nantilde
Nantilde ou plus exactement Nantechilde (également Nanthilde, Nanthechilde, Nanthildis ou Nantechildis, dite parfois de Bobigny) (v. 610 - 642), est une reine des Francs, la troisième épouse de Dagobert Ier.
C'était une concubine que Dagobert Ier épouse en 633. Dès 634, elle donne naissance à Clovis II.

## Biographie
Née entre 608 et 610, elle est issue de l'aristocratie. Son frère Landegisel (décédé en 632) était un important propriétaire foncier en Limousin, la fille de celui-ci, Ragnoberte, était l'épouse de Flaochard, maire du palais de Bourgogne. Nantilde est de plus apparentée à Audogisel, maire du palais de Neustrie. Selon l'auteur du Liber Historiae Francorum, elle serait d'origine saxonne, mais cette auteur confond, selon Christian Settipani, Nantilde avec Bathilde.
Il se pourrait aussi qu'elle fût chargée de fonctions domestiques auprès d'une grande dame de la cour et qu'elle fût d'origine modeste, descendante d'un affranchi slave. Dagobert répudia sa femme Gomatrude pour l'épouser en 633 à Clichy.
Elle fut la mère de Clovis II, devenu par la suite héritier des trônes de Neustrie et de Bourgogne à la suite de la mort des premiers fils de Dagobert. Après la mort de ce dernier, le 19 janvier 639, elle se déclare régente avec Ega, maire du palais de Neustrie et un adversaire d'une partie de la haute-noblesse ralliée à la cause de Bourguignons qui siégeait à Meaux.
Pour réduire l'autonomie de la Bourgogne vis-à-vis de la couronne mérovingienne, elle marie sa nièce Ragnoberta à Flaocha et fait acclamer le maire du palais par l'élite de Bourgogne à Orléans en 642. Elle mourut en 642 et son corps fut emporté à Saint-Denis. Sa mort fit tomber son fils sous l'influence de la haute noblesse.